# Speedrace
Speedrace, är ett årligt travlopp för varmblodiga travhästar över 4 år som körs under söndagen av Elitloppshelgen på Solvalla i Stockholm. Loppet kördes för första gången 2014, då ursprungligen över 140 meter med autostart, men körs sedan 2017 över 640 meter med autostart. Förstapris är 100 000 kronor.
Då M.T.Insider tog sin fjärde seger i loppet den 29 maj 2022 meddelade Solvallas sportchef Anders Malmrot meddelade direkt efter loppet att loppet framöver kommer att heta M.T.Insiders Speedrace.
Sedan 2020 finns även ett motsvarande lopp för kallblod.

## Upplägg och genomförande
Nio hästar tävlar över distansen 640 meter med autostart. Hästarna är indelade i tre kvalheat som körs med några minuters mellanrum. Spåren avgörs efter lottning. Även spåren i finalen lottas. Heatvinnarna möts direkt efter kvalheaten i ett finalheat.
| Heat | Heat A | Heat A | Heat A | Heat B | Heat B | Heat B | Heat C | Heat C | Heat C |
| ---- | ------ | ------ | ------ | ------ | ------ | ------ | ------ | ------ | ------ |
| Nr   | 1      | 2      | 3      | 4      | 5      | 6      | 7      | 8      | 9      |

## Finalvinnare
| År   | Häst             | Efter           | Kusk                 | Tränare             | Odds  | Distans |
| ---- | ---------------- | --------------- | -------------------- | ------------------- | ----- | ------- |
| 2025 | Chapuy           | Quite Easy U.S. | Åke Lindblom         | Åke Lindblom        | 3,26  | 640 m   |
| 2024 | Krakas           | Yarrah Boko     | Mats E Djuse         | Jan Ove Olsen       | 22,16 | 640 m   |
| 2023 | Condior          | Up And Quick    | Björn Goop           | Jörgen Westholm     | 10,64 | 640 m   |
| 2022 | M.T.Insider      | Offshore Dream  | Olle Alsén           | Olle Alsén          | 3,22  | 640 m   |
| 2021 | M.T.Insider      | Offshore Dream  | Olle Alsén           | Olle Alsén          | 6,10  | 640 m   |
| 2020 | Jefferson Dotcom | Olimede         | Johan Untersteiner   | Stian Eilefsen      | 3,58  | 640 m   |
| 2019 | M.T.Insider      | Offshore Dream  | Olle Alsén           | Olle Alsén          | 2,50  | 640 m   |
| 2018 | M.T.Insider      | Offshore Dream  | Erik Adielsson       | Olle Alsén          | 4,03  | 640 m   |
| 2017 | Like Lightning   | Calvin Capar    | Anna-Karin Rundqvist | Annelie Almgren     | 4,16  | 640 m   |
| 2016 | Howthehaloareyou | Yankee Glide    | Torbjörn Jansson     | Ole Björn Hoppestad | 5,10  | 140 m   |
| 2015 | Dragon Tooma     | Tom Ridge       | Jennifer Tillman     | Henrik Larsson      | 12,13 | 140 m   |
| 2014 | Howthehaloareyou | Yankee Glide    | Torbjörn Jansson     | Ole Björn Hoppestad | 3,84  | 140 m   |
| 2013 | Howthehaloareyou | Yankee Glide    | Jennifer Tillman     | Ulrika Wällstedt    | 6,23  | 140 m   |
| 2012 | Victory Hill     | Super Tilly     | Jorma Kontio         | Anders Göstasson    | 13,56 | 140 m   |